# Eubaphe cupraria
Eubaphe cupraria är en fjärilsart som beskrevs av Walker 1854. Eubaphe cupraria ingår i släktet Eubaphe och familjen mätare. Inga underarter finns listade i Catalogue of Life.